# Городенка (Новосибірська область)
Городенка (рос. Городенка) — присілок у Татарському районі Новосибірської області Російської Федерації.
Входить до складу муніципального утворення Константиновська сільрада. Населення становить 228 осіб (2010).

## Історія
Згідно із законом від 2 червня 2004 року органом місцевого самоврядування є Константиновська сільрада.

## Населення
| 2002 | 2007 | 2010 |
| ---- | ---- | ---- |
| 240  | ↗241 | ↘228 |